# Jabara
Classification APG III (2009)
Variété
Le Jabara (ja:ジャバラ), ou Citron Jabara (Citrus jabara), est un agrume japonais. Le nom désigne la plante et le fruit.

## Origine
Le jabara est un descendant du yuzu, il provient d'une hybridation entre un kunenbo A (Citrus nobilis) pollinisé par yuzu au même titre que Henka mikan, kabosu, kizu et Mochiyu. Jabara est celui de ces cinq frères et sœurs dont le génome contient la plus forte proportion de C. maxima (20,5%). Jabara est un affluent de la rivière Kumano limitrotrophe les préfectures de Wakayama et de Mie. Il existerait là depuis l'époque Edo des zones exploitées pour la production d'agrumes acides.
Il est apparu spontanément dans la Préfecture de Wakayama. Il est cultivé dans le village de Kitayama région de Takehara où une une coopérative de production (33 agriculteurs) cultive environ 8 à 10 ha pour produire une centaine de t. (2022).
Jabara est reconnu comme une nouvelle variété d'agrumes par le botaniste Yuichiro Tanaka en 1971, puis enregistré comme nouvelle plante de pépinière en 1978 par M. Fukuda.
Il existe une région une agrume acide proche, le からカラタチ (Karatachi).

## Utilisation
Des extraits du péricarpe de l'agrume sont utilisés en cosmétique, comme complément alimentaire et en cuisine. Au Japon, l'agrume est consommé en jus, utilisé pour la confection de diverses préparations telles que des bonbons, des glaces, le ponzu ainsi que de nombreux produits alimentaires dérivés.

### Pharmacie
Dans la culture populaire de la région de production, cet agrume est connu pour ses propriétés anti-inflammatoires et anti-allergiques. Une étude japonaise publiée en 2018 dans la revue Trends in Immunotherapy consacrée à la recherche des propriétés anti-inflammatoires de l'agrume a révélé que C. jabara est unique en son genre et que la quasi-totalité des flavonoïdes présents dans les pelures de fruits est de la narirutine. Il n'y aurait aucune autre espèce d'agrume ayant un rapport de teneur en glycosides de flavanone comparable au jabara. Dans cette même étude, il est démontré que cet agrume possède également des effets anti allergiques.

### Huile essentielle
Hiroko Omori (2011) a publié une étude fondatrice qui identifie 49 composés. Le myrcène a un impact caractéristique dans l'huile essentielle extraite de peau de Jabara, suivi des puissants undécatriènes à l'arôme vert et fruité et enfin la 7-méthyl-1,6-octadiène-3-one qui a une odeur métallique et de champignon. L'auteur note que - à la différence du yuzu) le niveau de myrcène (46,8%) est beaucoup plus élevé que celui du limonène (28,2%) principal constituant volatil des écorces d'agrumes. (Remarque qu'on retrouve chez Sawamura (2010) à propos de l'huile essentielle de kunenbo, de tachibana et tardive de Ciaculli chez qui le niveau d'γ-terpinène est aussi élevé, il est de 15,5% chez Jabara).